# Ville de Hume
La ville de Hume est une zone d'administration locale dans la banlieue nord-ouest de Melbourne au Victoria en Australie.
Il a été créé le 15 décembre 1994 par la fusion du comté de Bulla, de la ville de Broadmeadows et d'une partie des villes de Whittlesea et de Keilor.

## Quartiers
La ville comprend les quartiers de:
- Attwood
- Broadmeadows
- Bulla
- Campbellfield
- Coolaroo
- Clarkefield (partagé avec le Comté de la chaîne Macedon)
- Craigieburn
- Dallas
- Diggers Rest (partagé avec le comté de Melton)
- Donnybrook (partagé avec la ville de Whittlesea)
- Gladstone Park
- Greenvale
- Jacana
- Kalkallo
- Keilor (partagé avec la ville de Brimbank)
- Meadow Heights
- Melbourne Airport
- Mickleham
- Oaklands Junction
- Roxburgh Park
- Somerton
- Sunbury
- Tullamarine (partagé avec la ville de Brimbank)
- Westmeadows
- Yuroke